# 国王花园 (斯德哥尔摩)

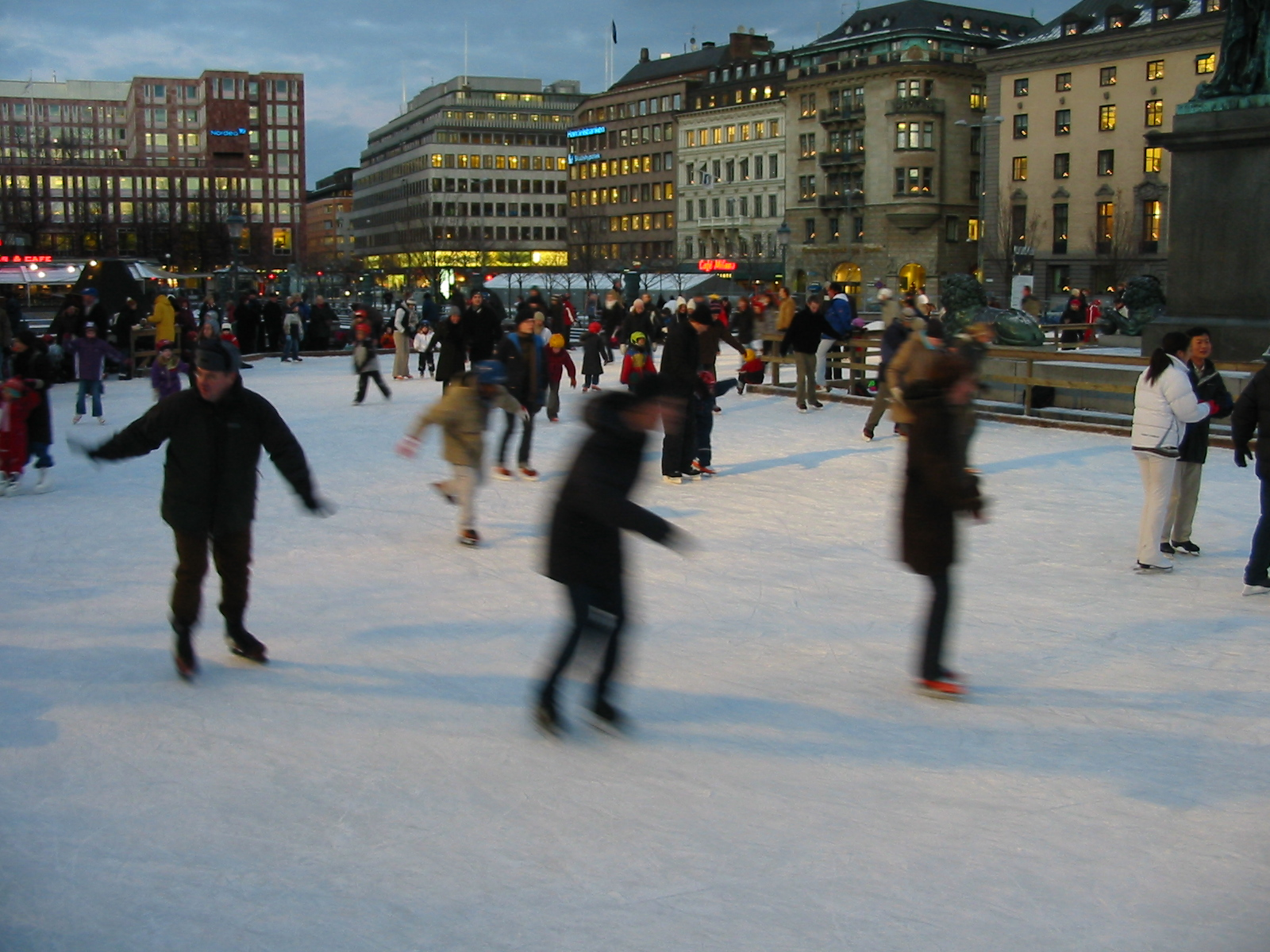
冬季的滑冰者

国王花园（瑞典语：Kungsträdgården）是瑞典斯德哥尔摩的一个公园。由于地处市中心，及其户外咖啡馆，使之成为斯德哥尔摩的热门聚会地点。在夏季举办露天音乐会，而在冬季成为溜冰场。每年左翼黨和其他左翼政党通常在此举行五一游行。还有许多咖啡馆、画廊和餐馆；例如格拉斯博士画廊，得名于1905年出版的小说《格拉斯博士》。
国王花园由南到北分为四个部分：卡尔十二广场、墨林喷泉、卡尔十三广场和 Wolodarski喷泉。公园由斯德哥尔摩商会管理。
斯德哥尔摩的许多地标都位于国王花园附近：
公园以南是滨河的水流街（Strömgatan），水流桥（Strömbron）和北桥（Norrbro）两座桥都通往斯德哥尔摩老城和斯德哥尔摩王宫。
公园以北是港口街（Hamngatan），PK-huset百货公司和北欧百货公司（Nordiska Kompaniet，NK）面对公园。
国王花园街（Kungsträdgårdsgatan）沿着公园东侧延伸，沿街有一系列著名建筑：斯德哥尔摩犹太会堂（1867–1870）、钢铁协会（Jernkontoret, 1875）、Palmeska 大厦（1884–86），今天是瑞典商业银行总部，以及斯德哥爾摩地鐵的國王花園站。 
花园西侧是瑞典皇家歌剧院、圣雅各堂、火柴宫，以及瑞典大厦（Sverigehuset，旅游信息中心）, 1961–69.。

## 脚注
1. ↑  . City of Stockholm., Opening hours and some more information.
2. ↑  Guide, Mårtelius, p 22.
3. ↑  Guide, Mårtelius, p 23.
4. ↑  Wisth
5. ↑  Guide, Mårtelius, p 27.
6. ↑  Guide, Hultin, p 95.